# 55 (nombre)
Le nombre 55 (cinquante-cinq) est l'entier naturel qui suit 54 et qui précède 56.

## En mathématiques
Le nombre 55 est :
- un nombre composé brésilien car 55 = 5510,
- la somme des entiers de 1 à 10, ce qui en fait le 10e nombre triangulaire (donc le 4e nombre ennéagonal centré),
- la somme des carrés des entiers de 1 à 5, ce qui en fait le 5e nombre pyramidal carré,
- le 5e nombre heptagonal,
- le nombre de Fibonacci F10, le plus grand nombre de Fibonacci à être aussi un nombre triangulaire. On peut de plus remarquer que d'après l'expression de la série génératrice de la suite de Fibonacci,{\displaystyle {\frac {1}{55}}=\sum _{n=1}^{\infty }{F_{n}\times 8^{-(n+1)}}.}
- un nombre de Kaprekar,
- un nombre palindrome à deux chiffres donc uniforme,
- un nombre narcissique en base 4 (3 × 42 + 1 × 41 + 3 × 40 = 33 + 13 + 33).

## Dans d'autres domaines
Le nombre 55 est :
- l'année 55 (voir aussi 55 av. J.-C. et 1955),
- aux États-Unis :
  - le nombre de délégués qui siégèrent à la convention de Philadelphie,
  - exprimé en gallons, une taille habituelle de bidon qui contient des liquides,
  - en miles par heure dans beaucoup d’États, une limitation de vitesse usuelle (environ 90 km/h)  ; ce fut la limitation de vitesse nationale (en) de 1974 à 1986, à la suite du premier choc pétrolier,
- dans les pays anglo-saxons, le nombre d’années de mariage des noces d’émeraude,
- l’indicatif téléphonique international pour appeler le Brésil,
- le numéro atomique du césium, un métal alcalin,
- le numéro de la sourate Ar-Rahman dans le Coran,
- le no  du département français de la Meuse,
- le numéro de l'Élysée, situé au no 55 rue du Faubourg-Saint-Honoré à Paris,
- Ligne 55 .